# CELTSITTOLKE
CELTSITTOLKE（ケルトシットルケ）は、関西を中心とする、ケルト/アイリッシュ音楽のコンピレーション・プロジェクト。プロジェクト名は、関西弁の「ケルト知っとるけ?」から命名された。

## 概略
関西で活動するケルト/アイリッシュ系のミュージシャンが総動員して2015年5月現在まで4枚のスタジオ録音によるアルバムと1枚のライブ盤をダイキサウンドより全国リリースしている。
Vol.3の音源はアイルランド音楽の専門書　おおしまゆたか 『アイルランド音楽──碧の島から世界へ【CD付き】掲載されている。
ライブ活動としては年に一度、「てんこもりJAM」というライブイベントを神戸で開催。特にラストで催される、参加アーティスト全員（20数名）で演奏される大セッション「CELTSITTOLKEオールスターズ」は名物となっている。2015年度の開催は6月21日。

## ディスコグラフィ

### Vol.1 収録ユニット
(BAWR-1034 2010年）
・Glencross（グレンクロス）
吉田文夫（ボタン・アコーディオン、コンサーティーナ、スプーンズ）、hatao（アイリッシュ・フルート、ティン・ホイッスル）、kumi（アイリッシュ・ハープ）、Kana（チェロ）
・鞴座（ふいござ）
金子鉄心（イーリイアン・パイプス、ティン・ホイッスル）、藤沢祥衣（アコーディオン、コンサーティーナ）、岡部わたる（ギター、バウロン）
・Shanachie（シャナヒー）
みどり（フィドル）、Aki（バウロン）、上原奈未（ピアノ）、ほりおみわ （ボーカル）、佐々木善暁 （ウッドベース）
・MacFiddles（マックフィドルズ）
笠村温子（フィドル）、赤澤　淳（ブズーキ）、Jay Gregg（フィドル、ギター、バンジョー）、Felicity Greenland（バウロン、ボーカル）
・Beats of Fairy（ビーツ・オブ・フェアリー）
稲岡 大介（ハンマー・ダルシマー）、大松 聡子（フィドル）、原口トヨアキ（ギター、バウロン、イーリアン・パイプス、 マンドリン、ティン・ホイッスル）
・Aisling（アシュリング）
菱川英一、Aingeal、八木益栄、今泉仁志、吉田文夫、Felicity Greenland（全員ボーカル）
・Cheerful Eel band（チアフルイールバンド）
寺本佑太 "Terry"（ボタン・アコーディオン）、豊浦雄介（ホイッスル）、沖田稔昌（ギター）、藤原正芳（ベース）、井上博仁（パーカッション）
・CELTSITTOLKE オールスターズ（レコーディングセッション）
笠村温子（フィドル）Jay Gregg（フィドル）みどり（フィドル）大松 聡子（フィドル） 吉田文夫（ボタン・アコーディオン、コンサーティーナ） 藤沢祥衣（アコーディオン） 寺本佑太 "Terry"（ボタン・アコーディオン）hatao（アイリッシュ・フルート） 豊浦雄介（ローホイッスル）原口トヨアキ（イーリアンパイプス）金子鉄心（イーリアンパイプス） 稲岡 大介（ハンマーダルシマー）kumi（アイリッシュ・ハープ）上原奈未（ピアノ）岡部わたる（ギター） 沖田稔昌（ギター）赤澤　淳（ブズーキ）藤原正芳（ブズーキ）Kana（チェロ）井上博仁（カホン）Felicity Greenland（バウロン）Aki（バウロン）

### Vol.2 収録ユニット
(BAWR-1137 2011年）
・Takehiro Kunugi's Tabula Rasa（功刀丈弘 タビュラ ラサ）
功刀丈弘（フィドル）、げんた（ギター）、田中良太（パーカッション）
・Drakskip（ドレクスキップ）
榎本翔太（ニッケルハルパ、フィドル）、野間友貴（5弦ヴィオラ）、浦川裕介（12弦ギター）、渡辺庸介（パーカッション）
・Flukesta（フルケスタ）
岩浅翔（ロー・ホィッスル）、熊本明夫（フルート、ロー・ホィッスル）、尾崎柚子流（ギター）、佐藤 輝 （バウロン） 
・松阪健＆貴瀬修
松阪健（イーリアン・パイプス、コンサーティーナ、ティン・ホイッスル、バウロン）、貴瀬修（ブズーキ） 
・行灯社（あんどんしゃ）
ちえみ（フルート）、みほ（アイリッシュ・ハープ、ヴォーカル、コンサーティーナ）
・Glenfield（グレンフィールド）
吉田文夫（ボタン・アコーディオン、コンサーティーナ）、洲崎一彦（ブズーキ）、村上 裕二（フィドル）
・さいとうともこ with Os'Sunla
さいとうともこ（ヴォーカル、フィドル、ピアノ）、吉田文夫（コンサーティーナ）、功刀丈弘（ブズーキ）、原口トヨアキ（イーリアン・パイプス）、金子鉄心（ティン・ホィッスル）
・CELTSITTOLKE オールスターズ（レコーディングセッション）
功刀丈弘（フィドル）村上 裕二（フィドル）さいとうともこ（フィドル）榎本翔太（フィドル）野間友貴（5弦ヴィオラ）ちえみ（フルート）吉田文夫（ボタン・アコーディオン）金子鉄心（ティン・ホィッスル）熊本明夫（アイリッシュ・フルート）岩浅翔（テナー・バンジョー）原口トヨアキ（イーリアン・パイプス）松阪健（イーリアン・パイプス）みほ（アイリッシュ・ハープ）貴瀬修（ブズーキ）福江元太（ギター）浦川裕介 （12弦ギター）尾崎柚子流（ギター）州崎一彦（ブズーキ）田中良太（カホン）Sugarヒカル（バウロン）渡辺庸介（パーカッション）　 

### Vol.3 〜The Celtic hearts Club Band〜
（BAWR-1347 2013年）
吉田文夫（ボタン・アコーディオン）赤澤淳（ブズーキ/ギター）笠村温子（フィドル）坂上真清（鉄弦ケルティックハープ）金子鉄心（イーリアン・パイプス/ホイッスル）松阪健（イーリアンパイプス）井上智史（フィドル）原口トヨアキ（スモールパイプス）Aki（パーカッション）貴瀬修（ブズーキ）◆熊本明夫（アイリッシュ・フルート/ホイッスル）岩浅翔 (ホイッスル/バンジョー）◆清水俊介（ホイッスル）沖田稔昌（ギター）Kana（チェロ）森由紀（アコーディオン）kumi（アイリッシュハープ）◆小野田和子（アイリッシュハープ）ほりおみわ（ボーカル）小野あづみ（ボーカル）Felicity Greenland（ボーカル/バウロン）

### Vol.4 収録ユニット
(BAWR-1553 2015年）
・Cocopeliena（ココペリーナ）
岩浅翔（ティン・ホィッスル、テナー・バンジョー、マンドリン）さいとうともこ（フィドル）山本宏史（ギター）原口トヨアキ（5弦バンジョー、バウロン）
・Samurai Celt Mine（サムライ ケルト マイン）
清水俊介（アイリッシュ・フルート、ティン・ホィッスル）山元一作（フィドル）守崎肇（カホン）建部剛（コントラバス）
・高野陽子
高野陽子（ボーカル）上原奈未（アイリッシュ・ハープ、シンセサイザー、コーラス）大森ヒデノリ（フィドル）吉田文夫（ボタン・アコーディオン） 
・nornir（ノルニル）
Aki （ヴィブラフォン）浦川裕介（12弦ギター）岡田康孝（コントラバス）吉田文夫（ボタン・アコーディオン・コンサーティーナ）吉野寧浩 （タップ・アイリッシュダンス）
・Skips（スキップス）
Felicity Greenland（ボーカル、バウロン）ほりおみわ（ボーカル）小野あづみ（ボーカル）吉田文夫（ボーカル、ボタン・アコーディオン）熊本明夫（アイリッシュ・フルート、ブズーキ）金子鉄心（イーリアン・パイプス）大森ヒデノリ（フィドル）
・CELTSITTOLKE オールスターズ（レコーディングセッション）
吉田文夫（コンサーティーナ）さいとうともこ（フィドル）山元一作（フィドル）大森ヒデノリ（フィドル）岩浅翔（アイリッシュ・フルート、ティン・ホィッスル）清水俊介（ロー・ホイッスル）金子鉄心（イーリアン・パイプス）熊本明夫（ブズーキ）山本宏史（ギター）浦川裕介（12弦ギター）原口トヨアキ（マンドリン）守崎肇（カホン）上原奈未（ハープ）建部剛 （コントラバス）岡田康孝（コントラバス）Aki （ヴィブラフォン、ダラブッカ）Felicity Greenland（バウロン）高野陽子（バウロン）吉野寧浩（タップ・アイリッシュダンス）

### CELTSITTOLKE LIVE版 てんこもりJAM 収録ユニット
(BAWR-1240 2012年）

・MacFiddles（マックフィドルズ）
笠村温子（フィドル）赤澤淳（ブズーキ）Jay Gregg（フィドル、ギター、バンジョー）Felicity Greenland（バウロン、ボーカル）
・鞴座（ふいござ）
金子鉄心（イーリイアン・パイプス、ティン・ホイッスル）藤沢祥衣（アコーディオン、コンサーティーナ）岡部わたる（ギター、バウロン）
・Shanachie（シャナヒー）
みどり（フィドル）Aki（バウロン）上原奈未（ピアノ）ほりおみわ （ボーカル）
・Aisling（アシュリング）
菱川英一、Aingeal、八木益栄、今泉仁志、吉田文夫、Felicity Greenland（全員ボーカル）
・行灯社（あんどんしゃ）
ちえみ（フルート）、みほ（アイリッシュ・ハープ、ボーカル、コンサーティーナ）
・Glenfield（グレンフィールド）
吉田文夫（ボタン・アコーディオン、コンサーティーナ）熊本明夫（ブズーキ）村上 裕二（フィドル）
・CELTSITTOLKE オールスターズ（レコーディングセッション）
笠村温子（フィドル）村上 裕二（フィドル）さいとうともこ（フィドル）みどり（フィドル）榎本翔太（フィドル）大松聡子（フィドル）Jay Gregg（フィドル）野間友貴（5弦ヴィオラ）吉田文夫（ボタン・アコーディオン）藤沢祥衣（アコーディオン）森由紀（アコーディオン）寺本佑太（ボタン・アコーディオン）豊浦雄介（ローホイッスル）稲岡大介（ハンマーダルシマー）熊本明夫（アイリッシュ・フルート）上原奈未（ピアノ）hatao（アイリッシュ・フルート）八木益栄（ティン・ホイッスル）ちえみ（フルート）松阪健（イーリアン・パイプス）原口トヨアキ（イーリアン・パイプス）みほ（アイリッシュハープ）kumi（アイリッシュハープ）金子鉄心（イーリアン・パイプス）沖田稔昌（ギター）浦川裕介（12弦ギター）貴瀬修（ブズーキ）藤原正芳（ブズーキ）Kana(チェロ）八木益栄（ティン・ホイッスル）井上博仁（カホン）渡辺庸介（パーカッション）Felicity Greenland（バウロン）古川智子（バウロン）Aki （バウロン）今泉仁志（バウロン）Aingeal（パーカッション）菱川英一（パーカッション）ほりおみわ（パーカッション）